# Kanzra
 Kanzra è una città e sottoprefettura della Costa d'Avorio appartenente al dipartimento di Zuénoula. Conta una popolazione di 27 982 abitanti (censimento 2014).